# Conomitrium dissitifolium
Conomitrium dissitifolium là một loài Rêu trong họ Fissidentaceae. Loài này được (Sull.) Müll. Hal. mô tả khoa học đầu tiên năm 1900.